# 磷酸钚(III)
磷酸钚(III)是一种无机化合物，为钚的磷酸盐之一，化学式PuPO4。

## 制备
磷酸钚(III)可由二氧化钚和磷酸氢二铵在1000 °C反应得到，产物可能由于原料241Pu的衰变而带有很少的镅。磷酸硼和二氧化钚反应则会得到磷酸钚(III)和焦磷酸钚(IV)的混合物；若和三氟化钚高温反应，可以得到纯净的磷酸钚(III)：
PuF3 + BPO4 → PuPO4 + BF3
在盐酸介质中，Pu3+和磷酸二氢钠反应，可以沉淀出PuPO4的水合物。

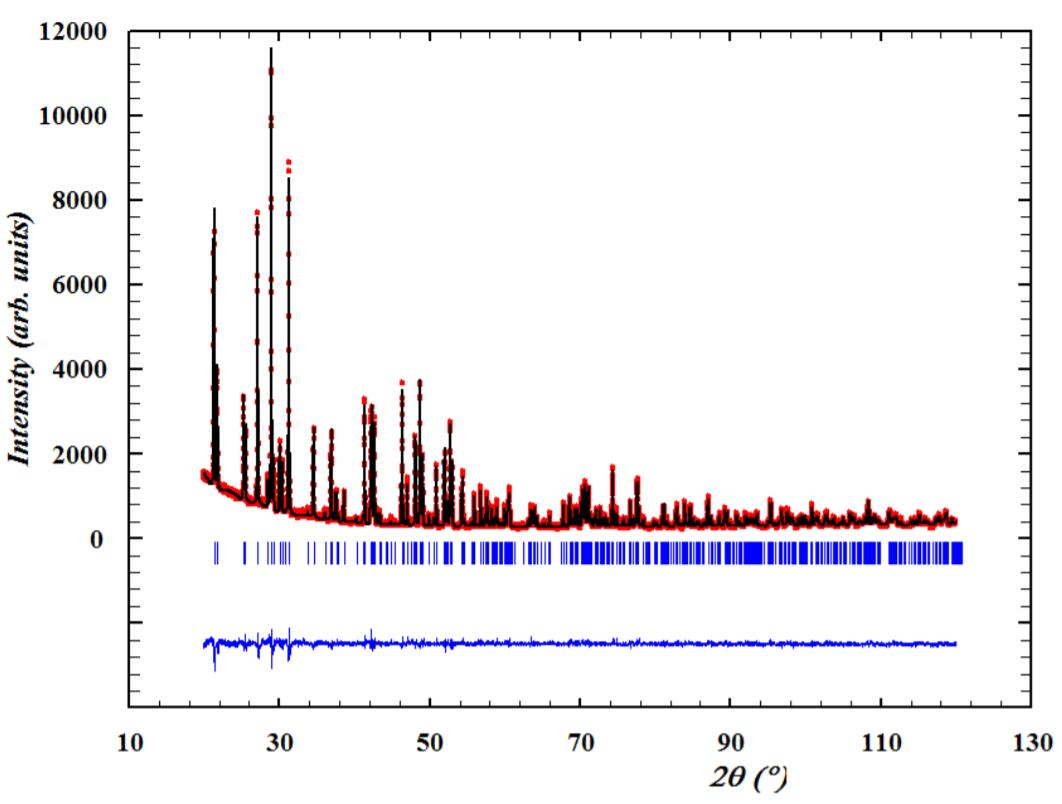
磷酸钚(III)的X射线衍射图